# دائرة مهدية
دائرة مهدية إحدى دوائر ولاية تيارت الجزائرية . عاصمتها هي مهدية وتضم بلديات : 
- مهدية
- عين دزاريت
- الناظورة
- سبعين